# Road Rock Vol. 1
Road Rock Vol. 1 är ett livealbum av Neil Young, utgivet i november 2000. Det spelades in 19 och 20 september 2000 i Red Rocks Amphitheatre, utanför Denver.
Bland medverkande musiker finns Spooner Oldham, Duck Dunn och Jim Keltner samt Youngs hustru Pegi Young och syster Astrid Young. Albumet innehåller bland annat en tidigare outgiven låt, "Fool for Your Love", och en cover på Bob Dylans "All Along the Watchtower".

## Låtlista
Samtliga låtar skrivna av Neil Young, om annat inte anges.
1. "Cowgirl in the Sand" - 18:11
2. "Walk On" - 4:00
3. "Fool for Your Love" - 3:20
4. "Peace of Mind" - 4:51
5. "Words" - 11:07
6. "Motorcycle Mama" - 4:12
7. "Tonight's the Night" - 10:33
8. "All Along the Watchtower" (Bob Dylan) - 8:10

## Medverkande
- Neil Young - gitarr, piano, sång
- Donald "Duck" Dunn - bas
- Chrissie Hynde - gitarr, sång på "All Along the Watchtower"
- Ben Keith - gitarr, lap steel guitar, sång
- Jim Keltner - trummor, percussion
- Spooner Oldham - piano, elpiano, Hammondorgel
- Astrid Young - sång
- Pegi Young - sång